# HD53204
HD53204 — хімічно пекулярна зоря спектрального класу B9, що має видиму зоряну величину в смузі V приблизно  7,6.
Вона  розташована на відстані близько 1744,2 світлових років від Сонця.

## Пекулярний хімічний вміст
Зоряна атмосфера HD53204 має підвищений вміст 
Si
.